# Katya
Katya (лат.) — род пауков-скакунов. Распространены в Юго-Восточной Азии. 3 вида.

## Описание
Мелкие пауки, длина около 3 мм. Основная окраска беловатая и зеленоватая. Глаза расположены в четыре ряда, передние боковые расположены выше других и немного позади передних срединных. Внешне похожи на Astilodes mariae, но отличаются структурой пальп и эпигин. Передние ноги немного длиннее и толще остальных.

## Систематика и этимология
Род был впервые выделен в 2010 году польским арахнологом Jerzy Prószyński (Institute of Zoology of the Polish Academy of Sciences, Варшава, Польша) и его голландской коллегой Christa L. Deeleman-Reinhold (Нидерланды). В качестве типового вида обозначен таксон Katya florescens. Таксономическая позиция рода в составе семейства остаётся неясной (incertae sedis). Род назван в честь советского и узбекского арахнолога Екатерины Михайловны Андреевой (1941—2008), упрощенное имя которой Катя, Katya (также известной как Katarzyna Andrejewa-Prószyńska), супруги автора.

### Виды
К началу 2020 года по данным World Spider Catalog известны следующие виды:
- Katya florescens Prószyński & Deeleman-Reinhold, 2010 — Индонезия (Flores)
- Katya ijensis Prószyński & Deeleman-Reinhold, 2010 — Индонезия (Ява)
- Katya inornata Prószyński & Deeleman-Reinhold, 2010 — Индонезия (Ява)